# Bondiella palmicola
Bondiella palmicola är en svampart som beskrevs av Piroz. 1972. Bondiella palmicola ingår i släktet Bondiella och familjen Mesnieraceae.   Inga underarter finns listade i Catalogue of Life.